# 제9차 십자군
때로는 제8차 십자군과 한 전쟁으로 간주되는 제9차 십자군은 중세 시대 거룩한 땅에서 벌어진 마지막 십자군으로 1271년부터 1272년까지 이어졌다. 이후 중세 시대 십자군은 공식적으로 종료된 것으로 보고 있다. 루이 9세가 제8차 십자군 때 튀니지를 점령하지 못함으로써 헨리 3세의 아들 에드워드 1세가 아크레로 진격한 것이 제9차 십자군이다. 제9차 십자군은 에드워드 지휘 하에 몇몇 주요 승리를 거두었다. 그러나 철수 과정에서 에드워드가 고국을 그리워하는 것에 대한 압박과 해외 영토에 대한 국내 분쟁을 해결하는 것에 대해 고민함으로써 철수는 전투만큼 성공적이지는 않았다. 십자군 정신이 거의 없어졌는 지에 대해서는 지금까지도 논란이 있다. 제9차 십자군을 끝으로 지중해 해안에 면한 마지막 십자군 국가들의 붕괴 조짐도 이 전쟁 이후 보이기 시작했다.

## 서막
1260년 맘루크 왕조가 몽골군을 상대로 아인잘루트 전투에서 승리하였다. 당시 지도자였던 쿠투즈는 암살되었고, 그 뒤를 이어 바이바르스가 새로운 술탄의 자리에 오르게 되었다. 바이바르스는 아르슈프, 아틸리트, 하이파, 제파트, 아파, 아슈켈론, 케사라야에 있는 십자군들을 공격하기로 계획했다. 십자군 성채 도시들이 하나씩 함락되면서 기독교도들은 유럽 본토에서 구원군이 올 것이라 희망했지만, 구원군은 너무나도 느렸다. 1268년 바이바르스가 안티오케이아를 점령함으로써 안티오키아 공국이 멸망했으며, 맘루크 군은 트리폴리 백국을 공격하려고 했다.
루이 9세가 이미 대규모 십자군을 구성해 이집트를 공격하려고 했으나 이들은 목표를 튀니스로 바꾸었고, 1270년 튀니스에서 그는 사망했다. 영국 에드워드 왕자는 튀니스의 십자군을 지원하러 갔으나 너무 늦은 후였다. 이에 그는 일 칸국의 도움으로 안티오키아 왕자이자 트리폴리 백작인 보두앵 6세를 위기에서 구하고 근동 지방으로 간다. 이 무렵 맘루크 군은 트리폴리를 위협하며 예루살렘 왕국의 나머지 영토를 점령하려고 했다. 1271년 5월 9일, 에드워드 왕자는 아코에 도착했다. 그는 225명의 기사를 포함해 1,000명도 안 되는 군사를 거느리고 있었다.

## 전쟁
앙주 공 샤를과 함께 에드워드 왕자는 예루살렘 왕국의 마지막 수도이자 바이바르스의 최종목표였던 아코로 진격했다. 1271년 에드워드와 샤를은 아코에 도착했고, 바이바르스는 이 때 트리폴리를 포위하고 있었다. 트리폴리 백국의 수도이자 최후 거점이었던 트리폴리에는 수 천명의 기독교 피난민들이 모여 있었다. 에드워드가 포위된 아코에 도착하자 바이바르스는 진격 방향을 바꿔 아코로 향했다.

### 십자군의 기습
에드워드가 지휘하는 군대는 맘루크군과 직접 교전하기에는 규모가 너무 작아서 맘루크 군이 튜튼 기사단의 몽포르 성채를 포위하는 것조차 막지 못할 정도였다. 그들은 일련의 기습을 개시하기 시작했다. 나자렛을 점령한 이후, 그들의 주민들에게 검을 주고 에드워든 성 요한 드 레빈을 기습했지만 곡물과 가옥 몇 채를 불태운 것에 그쳤다.
잉글랜드와 키프로스에서 추가 병력이 도착함에 따라 에드워드는 더욱 과감해졌다. 그는 템플 기사단, 병원 기사단, 튜튼 기사단의 지원 하에 콰쿤 지역에 더 큰 규모의 기습을 감행했다. 십자군들은 자신들이 1,500명의 투르크인들과 5,000명의 가축을 살육했다는 것에 놀랐다. 이들은 바이바르스의 새로운 군대로 몽골 침공 이후 투르크멘 이주자들이 군대에 가담해 무기와 말, 영토를 받는 방식이었다. 이슬람 측 기록에 의하면 1명의 에미르가 죽고 1명의 에미르는 전투 중 부상을 입은 것으로 나와 있다. 이슬람 사령관은 그의 지휘권을 버릴 수 밖에 없었다. 그러나 에드워드는 성을 점령하지 않았고, 바이바르스가 대응하기 전 철수했다. 이 때 바이바르스는 몽골의 기습에 맞서 알레포에 있었다.
1271년 12월 에드워드와 그의 군대는 아코에서 바이바르스의 공세를 격퇴시킨 후 몇몇 전투를 이어나갔다. 바이바르스는 이후 트리폴리에 대한 포위를 포기했지만 그 이유는 명확하지 않다. 최근 학자들의 견해로는 에드워드의 공세가 바이바르스의 내부 방어선을 뚫어 트리폴리 포위를 중단하게 만들었다고 보기도 하며, 다른 학자들은 이것보다는 십자군의 능력에 대한 정보 부족으로 공세를 중단했다고 설명하기도 한다.

## 같이 보기
- 이집트군
- 이집트 육군